# АйТиБорода

«АйТиБорода» — русскоязычное авторское интернет-шоу на одноимённом YouTube-канале, посвящённое популяризации программирования и сферы IT. Первый выпуск появился на видеохостинге YouTube 14 мая 2018 года.

## Описание
В интернет-шоу программист и блогер Алексей Картынник берёт интервью у представителей сферы информационных технологий, а также делится собственным опытом. Шоу в своих выпусках рассказывает о языках программирования, популярных технологиях, профессиях и известных представителях сферы. Выпуски выходят несколько раз в месяц и длятся от часа до трёх с половиной часов.
Шоу является одним из самых крупных русскоязычных IT-проектов на YouTube и входит в ТОП-15 YouTube-каналов по версии сайта «РБК.Тренды».

## Участие в конкурсах и проектах
В 2019 году шоу стало победителем международного конкурса, проводимого компанией Google, — «YouTube NextUp», став одним из 12 самых перспективных каналов 2019 года по версии YouTube.
В 2020 году шоу заняло второе место во всероссийском открытом интернет-конкурсе «Золотой сайт и Золотое приложение» в номинации «Лучший подкаст в мобильном приложении».
Наряду с другими популярными блогерами, шоу «АйТиБорода» принимало участие в образовательном YouTube-проекте «Отвечает Менделеев», проводимом при поддержке компании Google и учёных из РХТУ имени Менделеева.